# Lothar von Wolfersdorf
Lothar von Wolfersdorf (* 13. Juni 1934 in Zeitz; † 30. November 2010 in Freiberg, Sachsen) war ein deutscher Mathematiker und Hochschullehrer.

## Leben
Seine Eltern waren der Kaufmann Kurt von Wolfersdorf (* 1904; † 1978), aus Rasberg stammend, und Elli Höft (* 1909; † 1978), sie stammte aus Haarsorf bei Osterfeld, Thüringen, ihre Eltern betrieben Landwirtschaft. Lothar hatte mehrere Geschwister. 
Wolfersdorf studierte an der Martin-Luther-Universität Halle-Wittenberg Mathematik. Er schloss sein Studium 1957 mit einer Diplomarbeit zum Poincaréschen Randwertproblem der Potentialtheorie ab. Seine Diplomarbeit betreute Hans Schubert.
1961 promovierte Wolfersdorf ebenda mit einer Arbeit zum Thema Über das singuläre elliptische Neumannproblem der Tricomi-Gleichung. Gutachter waren Hans Schubert und Herbert Beckert.
1965 wechselte Wolfersdorf an die Bergakademie Freiberg. Dort arbeitete er zunächst als Dozent, dann als Professor. 1966 habilitierte er sich mit einer Arbeit zum Thema Zur Berechnung optimaler Strategien für Spiele über dem Einheitsquadrat mit an der Hauptdiagonalen unstetigen Auszahlungsfunktionen. Gutachter waren Herbert Beckert, Fritz Rühs und Rolf Klötzler.
Seit seiner Berufung zum ordentlichen Professor 1968 hatte Wolfersdorf an der Bergakademie Freiberg verschiedene Lehrstühle inne, zuletzt von 1990 bis 1999 die Eckprofessur „Angewandte Analysis“. Nach der Wende trug Wolfersdorf wesentlich zur Erneuerung der Bergakademie in den frühen 1990er-Jahren bei. Als Dekan der neugegründeten Fakultät für Mathematik und Informatik traf er die durch die Wende bedingten schwierigen Personalentscheidungen menschlich und mit gesundem Augenmaß.

## Familie
Lothar von Wolfersdorf heiratete 1959 in Halle (Saale) Monika Sack, Tochter der Charlotte Klinger und des Sportlehrers Fritz Sack. Monika war Pharmazie-Ing. und wurde 1938 in Leipzig geboren. Das Ehepaar hatte zwei Töchter und einen Sohn. Tochter Heike, 1959 in Halle geboren, Dipl.-Ing.; Tochter Grit, 1966 in Freiberg geboren. Der Sohn Jens wurde 1963 in Halle geboren, er war ebenfalls Dipl.-Ing. 

## Forschungsthemen
Wolfersdorf forschte auf dem Gebiet der Analysis und Optimierung. Neben seinen theoretischen Arbeiten beschäftigte sich Wolfersdorf auch mit Anwendungen der Mathematik in Geophysik, Werkstoffwissenschaften, Hydromechanik und Medizin.

## Mitgliedschaften
Wolfersdorf war seit dem 11. Oktober 1991 ordentliches Mitglied der Sächsischen Akademie der Wissenschaften.

## Veröffentlichungen
- Analytische Lösungen der Auto-, Kreuz- und Tripel-Korrelationsgleichungen und verwandter Integral- und Integrodifferentialgleichungen. Verlag der Sächsischen Akademie der Wissenschaften / S. Hirzel, Leipzig / Stuttgart 2004. ISBN 9783777613543.
- Einige Klassen quadratischer Integralgleichungen, Verlag der Sächsischen Akademie der Wissenschaften / S. Hirzel, Leipzig / Stuttgart 2000. ISBN 9783777610917
- Inverse und schlecht gestellte Probleme: eine Einführung. In: Sitzungsberichte der Sächsischen Akademie der Wissenschaften zu Leipzig, Mathematisch-Naturwissenschaftliche Klasse, Bd. 124, Heft 5, Akademie Verlag, Berlin 1994, ISBN 9783055016493.
- Zur Berechnung optimaler Strategien für Spiele über dem Einheitsquadrat mit an der Hauptdiagonalen unstetigen Auszahlungsfunktionen, Akademie-Verlag, Berlin 1967.

## Genealogie
- Walter von Hueck, Klaus von Andrian-Werburg, Christoph Franke, u. a.: Genealogisches Handbuch der Adeligen Häuser. A (Uradel). 1996. Band XXIV, Band 111 der Gesamtreihe GHdA, Hrsg. Deutsches Adelsarchiv, C. A. Starke Verlag, Limburg (Lahn) 1996, ISBN 3-7980-0700-4, S. 511 f.